# Ronayne Marsh-Brown
Ronayne Marsh-Brown, né le 13 novembre 1984 à Chiswick, est un footballeur international guyanien jouant poste d'arrière gauche.

## Biographie

### En club
Depuis le début de sa carrière, Ronayne Marsh-Brown joue dans plusieurs clubs de Non-League.

### En sélection
Le 6 septembre 2018, il fait ses débuts avec le Guyana lors du tournoi de classement de la ligue des nations de la CONCACAF contre la Barbade (match nul 2-2).
En juin 2019, il est retenu par le sélectionneur Michael Johnson afin de participer à la Gold Cup organisée aux États-Unis, en Jamaïque et au Costa Rica. Le 26 juin 2019, il joue son seul match de Gold Cup face à Trinité-et-Tobago (match nul 1-1).

### Vie privée
Marsh-Brown a trois frères, Kwai, Kyjuon et Keanu Marsh-Brown, qui sont tous footballeurs. Son frère aîné, Keanu, est également international guyanien.